# Dendrophthora paucifolia
Dendrophthora paucifolia là một loài thực vật có hoa trong họ Santalaceae. Loài này được (Rusby) Kuijt mô tả khoa học đầu tiên năm 1959.